# Седларево (община Желино)
 Тази статия е за селото в Северна Македония.  За селото в България вижте Седларево.  
Седларево (на македонска литературна норма: Седларево; на албански: Sedllareva, Седларева) е село в Северна Македония, в община Желино.

## География
Селото е разположено високо в източните склонове на планината Сува гора в басейна на река Треска (Голема). Географски Седларево е в областта Поречие, но исторически принадлежи на Полога.

## История
В края на XIX век Седларево е албанско село в Тетовска каза на Османската империя. Според статистиката на Васил Кънчов („Македония. Етнография и статистика“) от 1900 година Саларево е село, населявано от 330 жители българи християни и 106 жители арнаути мохамедани.
Според Афанасий Селишчев в 1929 година Седларево е център на община от три села в Долноположкия срез и има 96 къщи с 350 жители българи.
Според преброяването от 2002 година селото има 1611 жители.
| Националност | Всичко |
| македонци    | 0      |
| албанци      | 1605   |
| турци        | 0      |
| роми         | 0      |
| власи        | 0      |
| сърби        | 0      |
| бошняци      | 2      |
| други        | 4      |